# 존 맥긴
존 맥긴(영어: John McGinn, 1994년 10월 18일 ~ )는 스코틀랜드의 축구 선수이다. 포지션은 미드필더이며, 현재 애스턴 빌라 FC에서 뛰고 있다.